# Collegio uninominale Emilia-Romagna - 06 (Senato della Repubblica)
Il collegio elettorale uninominale Emilia-Romagna - 06 è stato un collegio elettorale uninominale della Repubblica Italiana per l'elezione del Senato tra il 2017 ed il 2022.

## Territorio
Come previsto dalla legge elettorale italiana del 2017, il collegio era stato definito tramite decreto legislativo all'interno della circoscrizione Emilia-Romagna.
Era formato dal territorio di 23 comuni: Bondeno, Campogalliano, Camposanto, Carpi, Cavezzo, Cavriago, Cento, Concordia sulla Secchia, Correggio, Finale Emilia, Medolla, Mirandola, Novi di Modena, Poggio Renatico, Reggio nell'Emilia, Rubiera, San Felice sul Panaro, San Martino in Rio, San Possidonio, San Prospero, Soliera, Terre del Reno, Vigarano Mainarda.
Il collegio era parte del collegio plurinominale Emilia-Romagna - 02.

## Eletti
| Elezione | Elezione | Senatore   | Partito             |
| -------- | -------- | ---------- | ------------------- |
|          | 2018     | Vanna Iori | Partito Democratico |

## Dati elettorali

### XVIII legislatura
Come previsto dalla legge elettorale, 116 senatori erano eletti con sistema a maggioranza relativa in altrettanti collegi uninominali a turno unico.
| Candidati              | Candidati             | Voti    | %     | Liste                           | Voti    | %     |
| ---------------------- | --------------------- | ------- | ----- | ------------------------------- | ------- | ----- |
|                        | Vanna Iori ✔️ Eletto  | 84 575  | 32,89 | Partito Democratico             | 74 021  | 28,79 |
| +Europa                | Vanna Iori ✔️ Eletto  | 84 575  | 32,89 | 6 988                           | 2,72    |       |
| Italia Europa Insieme  | Vanna Iori ✔️ Eletto  | 84 575  | 32,89 | 2 048                           | 0,80    |       |
| Civica Popolare        | Vanna Iori ✔️ Eletto  | 84 575  | 32,89 | 1 518                           | 0,59    |       |
|                        | Claudia Bellocchi     | 80 698  | 31,38 | Lega                            | 47 374  | 18,42 |
| Forza Italia           | Claudia Bellocchi     | 80 698  | 31,38 | 23 872                          | 9,28    |       |
| Fratelli d'Italia      | Claudia Bellocchi     | 80 698  | 31,38 | 7 757                           | 3,02    |       |
| Noi con l'Italia - UDC | Claudia Bellocchi     | 80 698  | 31,38 | 1 695                           | 0,66    |       |
|                        | Maria Laura Mantovani | 70 091  | 27,26 | Movimento 5 Stelle              | 70 091  | 27,26 |
|                        | Cesare Galantini      | 11 101  | 4,32  | Liberi e Uguali                 | 11 101  | 4,32  |
|                        | Judith Pinnock        | 2 485   | 0,97  | Potere al Popolo!               | 2 485   | 0,97  |
|                        | Patrizia Costa        | 2 335   | 0,91  | Partito Comunista               | 2 335   | 0,91  |
|                        | Maria Onorvil         | 2 012   | 0,78  | Il Popolo della Famiglia        | 2 012   | 0,78  |
|                        | Carlotta Reverberi    | 1 451   | 0,56  | CasaPound                       | 1 451   | 0,56  |
|                        | Mirijana Marijasic    | 1 006   | 0,39  | Italia agli Italiani            | 1 006   | 0,39  |
|                        | Paolo Cianalino       | 503     | 0,20  | Destre Unite - Forconi          | 503     | 0,20  |
|                        | Davide Tognoni        | 466     | 0,18  | Per una Sinistra Rivoluzionaria | 466     | 0,18  |
|                        | Sergio Leoni          | 403     | 0,16  | PRI - ALA                       | 403     | 0,16  |
| Totale                 | Totale                | 257 126 | 100   |                                 | 257 126 | 100   |
|                        |                       |         |       |                                 |         |       |
| Voti non validi        | Voti non validi       | 7 543   | 2,85  |                                 |         |       |
| Votanti                | Votanti               | 264 669 | 79,21 |                                 |         |       |
| Elettori               | Elettori              | 334 122 |       |                                 |         |       |